# Calomelans
Els calomelans o calomelana és un mineral de mercuri i clor. El nom prové dels mots grecs καλός, kalos, bell, i μέλας, melas, negre, perquè es torna negre quan entra en contacte amb l'amoníac. Aquesta reacció, que ja era conegut pels alquimistes fa segles i s'utilitzava com una prova per al mercuri (I). Forma una sèrie de solució sòlida amb la kuzminita. Forma part del grup de la calomelana, al qual dona nom.

## Característiques
Químicament, la calomelana és el clorur de mercuri (I), de fórmula Hg₂Cl₂, La seva duresa és baixa, 1,5 a l'escala de Mohs, i la seva densitat és de 7,15-7,23 g/cm³. Cristal·litza en el sistema tetragonal. Presenta fluorescència sota llum ultraviolada, emetent llum de color vermell maó.
Segons la classificació de Nickel-Strunz, el calomelans pertany a «03.AA - Halurs simples, sense H₂O, amb proporció M:X = 1:1, 2:3, 3:5, etc.» juntament amb els següents minerals: marshita, miersita, nantokita, iodargirita, tocornalita, bromargirita, clorargirita, carobbiïta, griceïta, halita, silvina, vil·liaumita, salmiac, lafossaïta, kuzminita, moschelita, neighborita, clorocalcita, kolarita, radhakrishnaïta, callacolloïta i hephaistosita.

## Formació i jaciments
La calomelana és un mineral poc comú que es produeix en les zones de meteorització secundàries de jaciments de mercuri. A Espanya n'hi ha a les mines d'Almadén, Província de Ciudad Real. Acostuma a trobar-se associada a: terlinguaita, montroydita, mercuri, limonita, eglestonita, cinabri i calcita.